# 四部分類
四部分類（しぶぶんるい）は、前近代中国の漢籍の目録（図書目録）を作成するために発明された、図書分類法の一種である。書物を経・史・子・集の四部に分類する。四庫分類（しこぶんるい）、経史子集（けいしししゅう）ともいう。

## 歴史
四部分類が発明される前の分類法としては、紀元前1世紀に前漢の哀帝の命令で劉歆が編纂した『七略』による分類法がある。七略とは、六芸略・諸子略・詩賦略・兵書略・術数略・方技略・輯略の七部分類法（実際には、輯略は総記に相当するので、六部分類法）のことである。
3世紀には、西晋の武帝の命令で、荀勗が『中経新簿』を編纂し、その際に甲・乙・丙・丁の四部の分類法を最初に適用した。
その後、7世紀、初唐の『隋書』「経籍志」により、経・史・子・集の四部分類法が完成した。
四部分類の代表例として、清の乾隆帝の命令によって編纂された一大叢書である『四庫全書』による四部分類がある。
近代以降、四部分類はデューイ十進分類法や中国図書館分類法などに替わられ使われなくなるが、漢籍を所蔵する大学図書館等では漢籍用の分類法として使われている。

## 四部の構成
1. 経部（けいぶ）- 儒教の経書および注釈等。訓詁学の辞書も含む。[1]
2. 史部（しぶ）- 歴史・地理。加えて法令・詔勅・公文書等も含む。[2]
3. 子部（しぶ、こぶ）- 諸子百家とその後継者（道教や農書や兵法書）を始めとして、仏教、医学・数学・暦学・術数学等の科学技術、美術、類書、譜録（骨董品やゲーム、動植物の専門百科事典[3]）など多岐にわたる。[4][5]
4. 集部（しゅうぶ）- 詩賦・白話小説などの文学作品と文芸評論。[6]

現代では、さらに叢書部を加えて五部分類とすることもある。叢書部の初出は清末の張之洞『書目答問』とされる。
現代でいう中国文学の「小説」は、文言小説が「子部小説家類」、白話小説が「集部」に分類される。